# Midnight City
Midnight City è un singolo del gruppo musicale francese M83, pubblicato il 16 agosto 2011 come primo estratto dal sesto album in studio Hurry Up, We're Dreaming.

## Tracce
Testi di Anthony Gonzalez, Yann Gonzalez, Morgan Kibby e Justin Meldal-Johnsen.
1. Midnight City – 4:04
2. Midnight City (versione strumentale) – 4:01

## Critica
Il brano si è classificato primo nella Top 100 Tracks 2011 stilata da Pitchfork.